# Livre VIII des Éléments d'Euclide

Le livre VIII des Éléments d'Euclide poursuit l'étude de la proportionnalité débutée dans le Livre VII. On peut l'interpréter comme une étude des suites géométriques d'entiers naturels.
Il comporte 27 propositions.

## Les propositions
On donne ci-dessous quelques exemples de propositions :
- Propriétés des suites géométriques. La prop.1 énonce que, dans une suite géométrique finie (d'entiers), si les extrêmes sont premiers entre eux, alors les termes de la suite sont les plus petits pouvant former une suite géométrique de même raison. La prop.2 explique comment construire une telle suite. La prop.3 expose une réciproque à la première : si la suite est la plus petite de sa raison, les extrêmes sont premiers entre eux. Si dans une suite géométrique, le premier terme ne divise pas le second, aucun terme ne divisera un autre terme (prop.6). Si le premier terme divise le dernier, il divise le second (prop.7). Si deux entiers sont dans une même proportion que deux extrêmes d'une suite géométrique finie, ils sont joints par une suite géométrique de même longueur (prop.8). Si une suite géométrique a pour extrêmes des nombres premiers entre eux, on peut mener de chacun des extrêmes une suite géométrique de même longueur (mais d'autre raison) depuis l'unité (prop.9).
- Propriétés de la proportionnalité et de la divisibilité. Le Livre approfondit les notions relatives à la proportionnalité d'entiers. La prop.5 énonce que les nombres plans sont en raison composée des côtés, ce qui correspond à la propriété algébrique moderne (a×b)/(c×d)=(a/b)×(c/d). Un carré divise un carré si et seulement si le côté du premier carré divise le côté du second (prop.14 et 16). De même pour un cube (prop.15 et 17). Dans une suite géométrique de trois termes, si le premier est un carré, le troisième aussi (prop.22). Dans une suite géométrique de quatre termes, si le premier est un cube, le quatrième aussi (prop.23).
- Propriétés des moyennes proportionnelles. Si a et b sont deux carrés, il est possible de trouver un nombre c tel que a est à c comme c est à b (prop.11). La prop.18 et 20 généralise cette propriété à deux nombres plans semblables (c'est-à-dire deux nombres qui sont les aires de deux rectangles semblable, et qui ont donc un diviseur commun tel que les quotients respectifs soient carrés, ce qu'établit la prop.26). Si ce sont deux cubes, on trouvera deux nombres c et d tels que a est à c, comme c à d et comme d à b (prop.12). La prop.19 et 21 généralise cette propriété à deux nombres solides semblables. Si la question est résolue pour des cubes d'entiers, la recherche analogue de deux moyennes proportionnelles entre deux segments, l'un étant le double de l'autre, donne lieu au problème du duplication du cube, qui se révèlera impossible à résoudre à la règle et au compas.